# Gunnarella carinata
Gunnarella carinata là một loài thực vật có hoa trong họ Lan. Loài này được (J.J.Sm.) Senghas mô tả khoa học đầu tiên năm 1988.